# Ровинато (Ливорно)
Ровинато је насеље у Италији у округу Ливорно, региону Тоскана.
Према процени из 2011. у насељу је живело 51 становника. Насеље се налази на надморској висини од 164 м.